# Smetanova Lhota
Smetanova Lhota (deutsch Smetana Lhota) ist eine Gemeinde mit 267 Einwohnern in Tschechien. Sie liegt 16 km östlich der Stadt Blatná in Südböhmen.

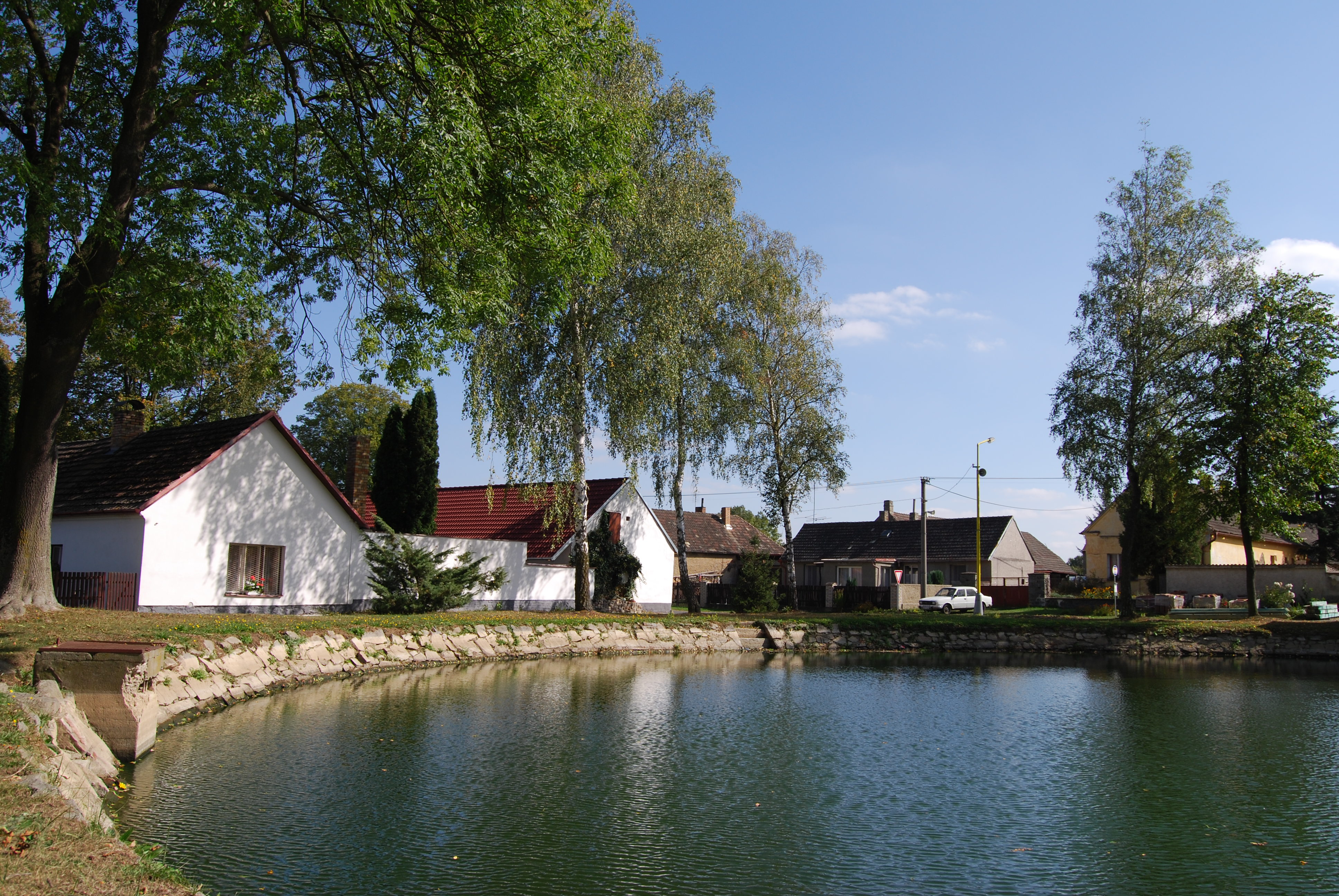
Smetanova Lhota

Die Gemeinde liegt zwischen den Flüssen Skalice und Lomnice. Zuerst urkundlich erwähnt wurde Smetanova Lhota im Jahr 1384, gegründet ist der Ort vermutlich Mitte des 12. Jahrhunderts. Zur Gemeinde Smetanova Lhota gehören die Ortsteile Vrábsko (Dietrichstein) und Karlov (Karlhof).
Architektonisch erwähnenswert ist das barocke Jagdschloss in Karlov aus dem 18. Jahrhundert, ein einstöckiges Gebäude mit ovalem Mittelbau, der von zwei kompakten Seitenflügeln flankiert wird. Erbauen ließ es der böhmische Adlige Karl Gottlieb von Bissingen. Später kam es an die Prinzen zu Schwarzenberg auf Burg Orlík nad Vltavou, mit der es 1992 an die Familie restituiert wurde. 

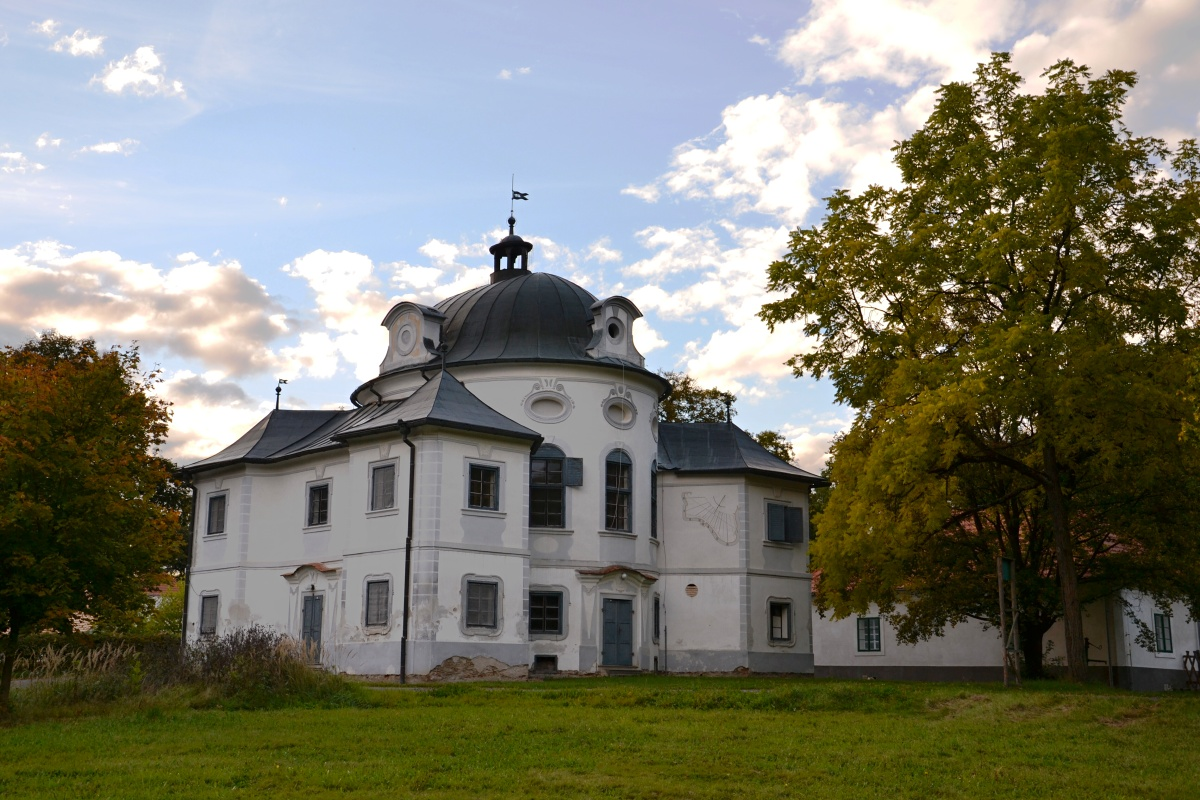
Jagdschloss Karlov

## Persönlichkeiten
- Jan Koller (* 1973), tschechischer Fußball-Nationalspieler

## Einzelnachweise

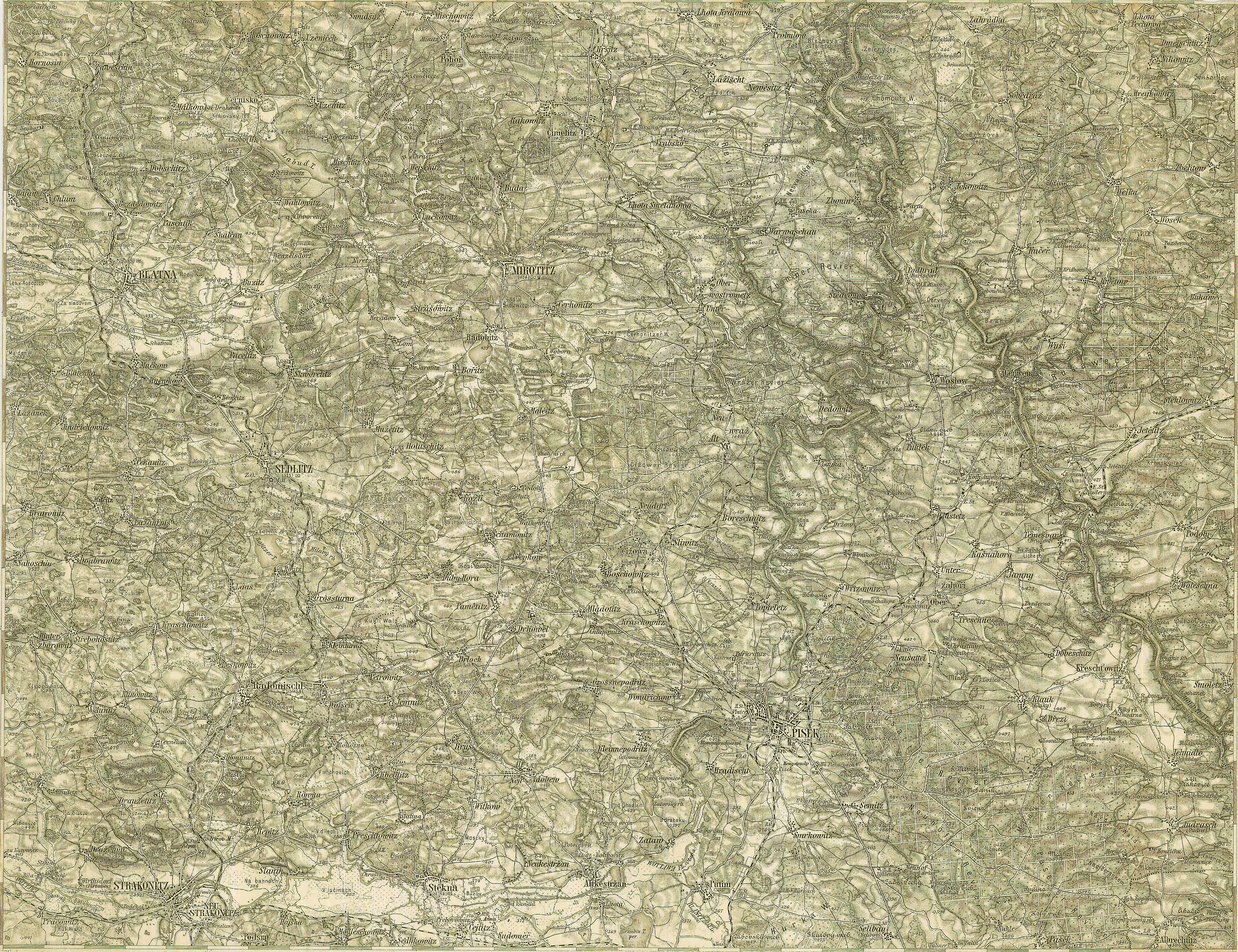
Das damalige Lhota Smetanova östlich von Mirotitz Ende des 19. Jahrhunderts (Mitte oben, Spezialkarte der 3. Landesaufnahme)